# Facette costale supérieure
Pour l’article homonyme, voir Facette costale.
La facette costale supérieure est une facette articulaire située en haut et en arrière de la face latérale du corps vertébral des vertèbres thoraciques, à proximité du pédicule de l'arc vertébral.
A l'exception de la première vertèbre thoracique, elle forme avec la facette costale inférieure de la vertèbre sus-jacente la partie articulaire vertébrale de l'articulation de la tête costale.
Pour la première vertèbre thoracique, la facette costale supérieure n'a pas de répondant sur la septième vertèbre cervicale et contribue seule à la première articulation de la tête costale.